# فرهیختگان
روزنامه فرهیختگان روزنامه صبح چاپ تهران است. این روزنامه وابسته به دانشگاه آزاد اسلامی است و بیشتر مطالب آن پیرامون جامعه دانشگاهی ایران و طیف اصول‌گرا و از حامیان سیاسی محمدباقر قالیباف است. اولین شماره این روزنامه در ۳۰ اردیبهشت ۱۳۸۸ منتشر شده‌است.